# Eurovision Young Musicians 2008
Het Eurovision Young Musicians 2008 was de veertiende editie van het muziekfestival en de finale vond plaats op 9 mei 2008 in het Rathausplatz in Wenen. Tevens organiseerde Oostenrijk het festival voor de tweede maal op rij.

## Jury
De jury bestond in totaal uit negen juryleden, verdeeld over twee groepen van elk zes juryleden, voor de halve finale en de finale.

### Halve finale
- Jeanette de Boer
- Günter Voglmayr
- Franz Bartolomey
- Ranko Marković
- Kaja Danczowska
- Jerzy Maksymiuk

### Finale

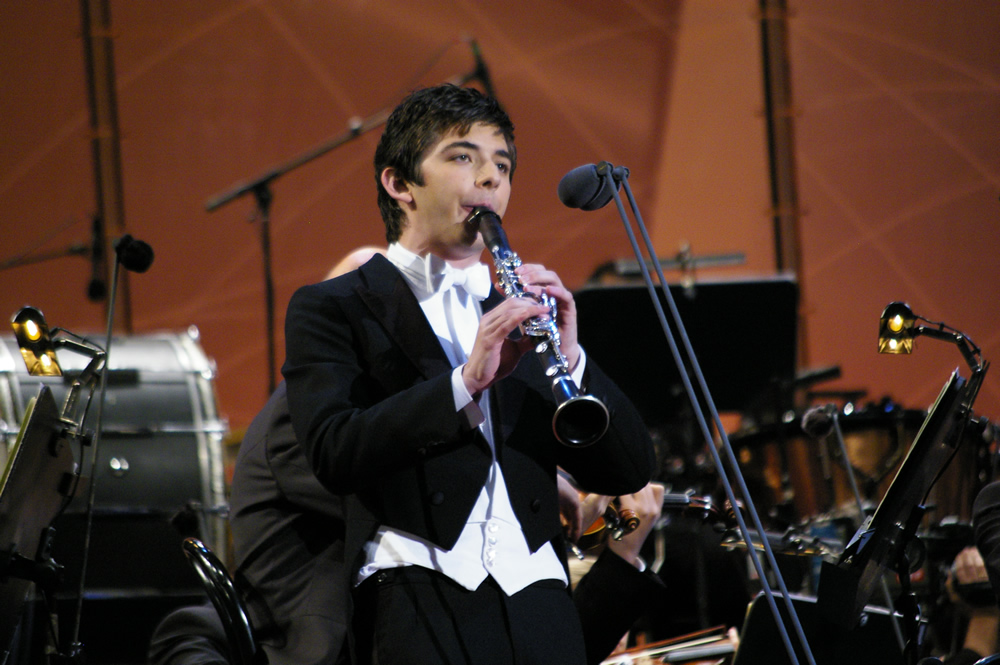
De winnaar van 2008, Dionysios Grammenos

- Roger Norrington
- Alison Balsom
- Jeanette de Boer
- Lars Anders Tomter
- Günter Voglmayr
- Ranko Marković

## Deelnemende landen
16 landen namen deel aan het festival.

### Finale
| Plaats | Land                | Muzikant            | Instrument    |
| ------ | ------------------- | ------------------- | ------------- |
| 1      | Griekenland         | Dionysios Grammenos | Klarinet      |
| 2      | Finland             | Roope Gröndahl      | Piano         |
| 3      | Noorwegen           | Eldbjørg Hemsing    | Viool         |
| -      | Nederland           | Steven Bourne       | Cello         |
| -      | Rusland             | Anastasia Kobekina  | Cello         |
| -      | Slovenië            | Jan Gricar          | Saxofoon      |
| -      | Verenigd Koninkrijk | Philip Achille      | Mondharmonica |

### Eerste halve finale
| Land                | Artiest             | Instrument    | Resultaat      |
| ------------------- | ------------------- | ------------- | -------------- |
| Duitsland           | Kathy Kang          | Viool         | uit            |
| Griekenland         | Dionysios Grammenos | Klarinet      | gekwalificeerd |
| Kroatië             | Marin Maras         | Viool         | uit            |
| Oekraïne            | Anna Fedorova       | Piano         | uit            |
| Oostenrijk          | Sol Daniel Kim      | Cello         | uit            |
| Roemenië            | Stefan Besan        | Viool         | uit            |
| Verenigd Koninkrijk | Philip Achille      | Mondharmonica | gekwalificeerd |
| Zweden              | Maria Verbaite      | Piano         | uit            |

### Tweede halve finale
| Land      | Artiest            | Instrument | Resultaat      |
| --------- | ------------------ | ---------- | -------------- |
| Cyprus    | Orfeas Hiratos     | Klarinet   | uit            |
| Finland   | Roope Gröhdahl     | Piano      | gekwalificeerd |
| Nederland | Steven Bourne      | Cello      | gekwalificeerd |
| Noorwegen | Eldbjørg Hemsing   | Viool      | gekwalficeerd  |
| Polen     | Marta Kowalczyk    | Viool      | uit            |
| Rusland   | Anastasia Kobekina | Cello      | gekwalficeerd  |
| Servië    | Mina Zakic         | Cello      | uit            |
| Slovenië  | Jan Gricar         | Saxofoon   | gekwalficeerd  |

## Wijzigingen

Deelnemende landen
Landen die zich niet voor de finale kwalificeerden
Landen die in het verleden deelgenomen hebben, maar dit jaar afwezig zijn

### Debuterende landen
- Oekraïne
- Servië

### Terugkerende landen
- Duitsland

### Terugtrekkende landen
- België
- Bulgarije
- Servië en Montenegro
- Tsjechië
- Zwitserland

## Trivia
- Presentatrice Lidia Baich nam zelf ooit deel aan het festival, namelijk in 1996 en 1998. In de voorgaande editie van het festival zat zij in de jury.

1982 · 1984 · 1986 · 1988 · 1990 · 1992 · 1994 · 1996 · 1998 · 2000 · 2002 · 2004 · 2006 · 2008 · 2010 · 2012 · 2014 · 2016 · 2018 · 2022 · 2024
Zie ook: Eurovisiedansfestival · Eurovisiesongfestival · Junior Eurovisiesongfestival · Eurovision Young Dancers · Eurovision Choir